# Лянцін (монах)
Лянцін (спрощ.: 良卿法师; кит. трад.: 良卿法師; піньїнь: Liáng Qīng Fǎshī,ака:Ля́н Ці́н Фа́ши) був китайським буддійським ченцем і настоятелем храму Фамен (спрощ.: 法门寺; піньїнь: Fǎmén Sì).
На початку китайської культурної революції в 1966 році було розпочата кампанію по знищенню чотирьох старин розпочатою Мао Цзедуном.Оскільки під час цієї кампанії буддистські об’єкти та храми були широко об’єктами ураження, храм Лянціна Фамен був основною мішенню за для знищення.Сотні червоногвардійців були послані, щоб знищити храм Фамен. У зв’язку з цією великою загрозою Лянцін,абат цього храму, обрав акт самоспалення, щоб захистити храм і його вміст від знищення від червоного террору.   Незважаючи на те, що все вміст храму було розгромлено Червоною гвардією, самоспалення Лянціна була успішною, оскільки Істинна реліквійна пагода храму та реліквія Будди були врятовані від знищення.